# 하동 미서암 번
하동 미서암 번(河東 美瑞庵 幡)은 대한민국 경상남도 하동군 악양면 미서길 26-13, 미서암에 있는, 각종 길상문양을 쌍(14쌍 28장)으로 구성된 장엄한 족자형 불교 의식구이다. 2015년 10월 29일 경상남도의 문화재자료 제611호로 지정되었다.

## 개요
미서암 번(美瑞庵 幡)은 각종 길상문양을 쌍(14쌍 28장)으로 구성된 장엄한 족자형 불교 의식구이다. 번의 바탕지, 안료, 교착제 등의 재료와 채색기법을 분석할 때 일제강점기에 제작된 것으로 짐작된다.
번에 그려진 그림의 내용은 그림 자체에 닉천, 운천, 원천 등의 한글명문이 있지만 시련위의설행지도에 나타나는 장엄깃발, 부채, 당, 번의 요소와 일부 일치되고 있는 점으로 보아 불교 시련의식에 사용된 행렬도의 도량장엄 번이다.
미서암 번은 일제강점기에 제작된 것으로 짐작되지만 고려, 조선, 근대로 이어져 오는 우리나라 전통 불교의식의 중요한 자료이다.

## 세부 목록
미서암 번은 14쌍 28장이다.
| 구분 | 길상문양               | 수량      |
| ---- | ---------------------- | --------- |
| 1    | 지방(地方)             | 1쌍(2장)  |
| 2    | 운선(雲扇)             | 〃(2장)   |
| 3    | 입과(立瓜)             | 〃(2장)   |
| 4    | 횡과(橫瓜)             | 〃(2장)   |
| 5    | 월부(月斧)             | 〃(2장)   |
| 6    | 아선(亞扇)             | 〃(2장)   |
| 7    | 익선(翼扇)             | 〃(2장)   |
| 8    | 모편(毛鞭)             | 〃(2장)   |
| 9    | 천원(天圓)             | 〃(2장)   |
| 10   | 불자(拂子)             | 〃(2장)   |
| 11   | 봉선(鳳扇)             | 〃(2장)   |
| 12   | 월진(月辰), 일진(日辰) | 〃(각1장) |
| 13   | 허개(虛盖)             | 〃(2장)   |
| 14   | 원선(鴛扇)             | 〃(2장)   |

## 참고 자료
- 하동 미서암 번 - 국가유산청 국가유산포털